# Carl Wolff (Schriftsteller)
Carl Wolff (* 22. November 1884 in Braunschweig; † 19. März 1938 in Hamburg-Altona) war ein deutscher Schriftsteller und Kabarettist.

## Leben
Carl Wolff wurde am 22. November 1884 als erster von zwei Söhnen des Drogisten Carl Wolff und seiner Frau Louise Catharina in Braunschweig geboren. Er erlernte einen kaufmännischen Beruf, der ihn vor dem Ersten Weltkrieg nach Venezuela führte. Dort lernte er seine spanische Frau Angela, geb. Gonzales, kennen. Aus der Ehe gingen die zwei Töchter Elsemarie und Anneliese hervor.
Im Ersten Weltkrieg diente Wolff im deutschen Heer und war hauptsächlich im Elsass im Einsatz. Nach dem Krieg lebte er in Hamburg-Altona, wo er in der Firma Dr. Georg Dralle-Parfümerie- und Feinseifenwerke Hamburg als Prokurist tätig war. Nach der Scheidung lebte er mit seiner Lebensgefährtin Ellen, genannt Schü, zusammen.
Wolff starb 53-jährig am 19. März 1938 in Hamburg-Altona an den Folgen eines Herzinfarktes. Er wurde im Familiengrab der Wolffs in Braunschweig beigesetzt.

## Wirken
Vor dem Ersten Weltkrieg organisierte Carl Wolff im Rahmen des Hamburger Volksheimes viele  der sogenannten „Sonntagsunterhaltungen“, in denen die Arbeiterschaft an Literatur herangeführt wurde, insbesondere an plattdeutsche Dichtung, so von Klaus Groth, Johann Hinrich Fehrs, Hermann Claudius, Detlev von Liliencron und Gorch Fock. Mit Gorch Fock  bestand eine enge briefliche und private Freundschaft, die sich in der Zusammenarbeit, Organisation und bei der Mitwirkung von niederdeutschen Literaturveranstaltungen ausdrückte. Veranstaltungsorte in Hamburg waren die Realschule Barmbek Osterbekstr., die Realschule Eimsbüttel Bogenstr., der Nedderdüütsh Sellshopp Mühlenkamp, das Seminar Steinhauerdamm und im Rahmen der Freien literarischen Vereinigung das Hotel Kronprinz.
In seiner Freizeit zeichnete Carl Wolff und schrieb Gedichte, die im Altonaer Chr. Adolff Verlag erschienen, jedoch  zunächst ohne Erfolg. Erst seine humoristischen Gedichte brachten den Durchbruch. In den letzten Monaten seines Lebens trat Carl Wolff im berühmten Hamburger Kabarett Bronzekeller auf und feierte mit seinen Versen große Erfolge. Der Bronzekeller war zur Zeit des Naziregimes ein Treff- und Austauschpunkt von Gegnern des Nationalsozialismus. Inwieweit Carl Wolff darin involviert war, ist unbekannt.
Einer seiner Enkel ist der kolumbianische Sportschütze und Olympiamedaillengewinner Helmut Bellingrodt.

## Würdigung
Hans Harbeck, der im Herbst 1938 einen Gedichtband aus dem Nachlass zusammenstellte, würdigte das weniger erfolgreiche schriftstellerische Frühwerk Wolffs als „Gedanken und Gefühle, die etwa bei dem Prinzen Schönaich-Carolath mit noch dunklerer, geradezu markverzehrender Melancholie oder bei dem Baron Liliencron mit noch blühenderer Kraft hervorbrechen. Aber der Lyriker Carl Wolff lebt in einer Welt der wahren Empfindung und verfügt über eine angeborene Sicherheit der Sprachmelodie.“ Seine eigentliche Begabung kommt in den humoristischen Gedichten zum Ausdruck, die an Wilhelm Busch und Christian Morgenstern erinnern. Carl Wolffs Humor ist jedoch „keine dürftige Nachahmung, sondern eine selbständige und höchst willkommene Erweiterung und Fortführung des von Morgenstern angewendeten Verfahrens.“ Typisch sind für Carl Wolffs humoristische Dichtung die – oft hintersinnigen – Wortspiele. Zwei bekanntere Beispiele:
Vorsorge
Soll man Nadelwälder tadeln / wegen ihrer vielen Nadeln? /

Nein, denn die Natur ist gut: / Grade dort steht Fingerhut.
Kuli-Kinder
Im Osten ist, bei den Chinesen, / ein Weib von Zwillingen genesen. /

Ein Knabe und ein Mädchen war / das, was die Kulifrau gebar. /

Er wurde Kuli wie sein Vater / und sie Kulisse beim Theater.

## Werke
- Auf stillen Wegen. Gedichte. Verlag Chr. Adolff, Altona-Ottensen 1920.
- Im Schatten der Liebe. Neue Gedichte. Verlag Chr. Adolff, Altona-Ottensen 1921.
- Brandung. Neue Gedichte. Verlag Chr. Adolff, Altona-Ottensen 1924.
- Falterflug. Ausgewählte Gedichte. Verlag Chr. Adolff, Altona-Ottensen 1924.
- Zwischen Traum und Gedanke. Neue Gedichte. Verlag Chr.Adolff, Altona-Ottensen 1925.
- Das Grün-Spanferkel. Verse von Magneten, Pusteblumen und Kakerlaken. Helingsche Verlagsanstalt, Leipzig, um 1930.
- Unzulänglichkeiten. Verse von Fischen, Stühlen, Abgründen und Radieschen. Helingsche Verlagsanstalt, Leipzig 1934.
- Niederschläge. Verse von Wolken, Wachsbohnen und eitlen Wünschen. Aus dem Nachlass hrsg. von Hans Harbeck. Hanns Horst Kreisel Verlagsbuchhandlung, Leipzig 1938.

## Hörbücher und Musik-CDs
- Unzulänglichkeiten. Hans Bunge spricht Carl Wolff, Hans Bunge, Hamburg-Altona 2007
- Die Musik kommt. Richard Germer singt unter anderem Texte von Carl Wolff, Bear-Family-Records 2009